# مقبرة شهداء أحد

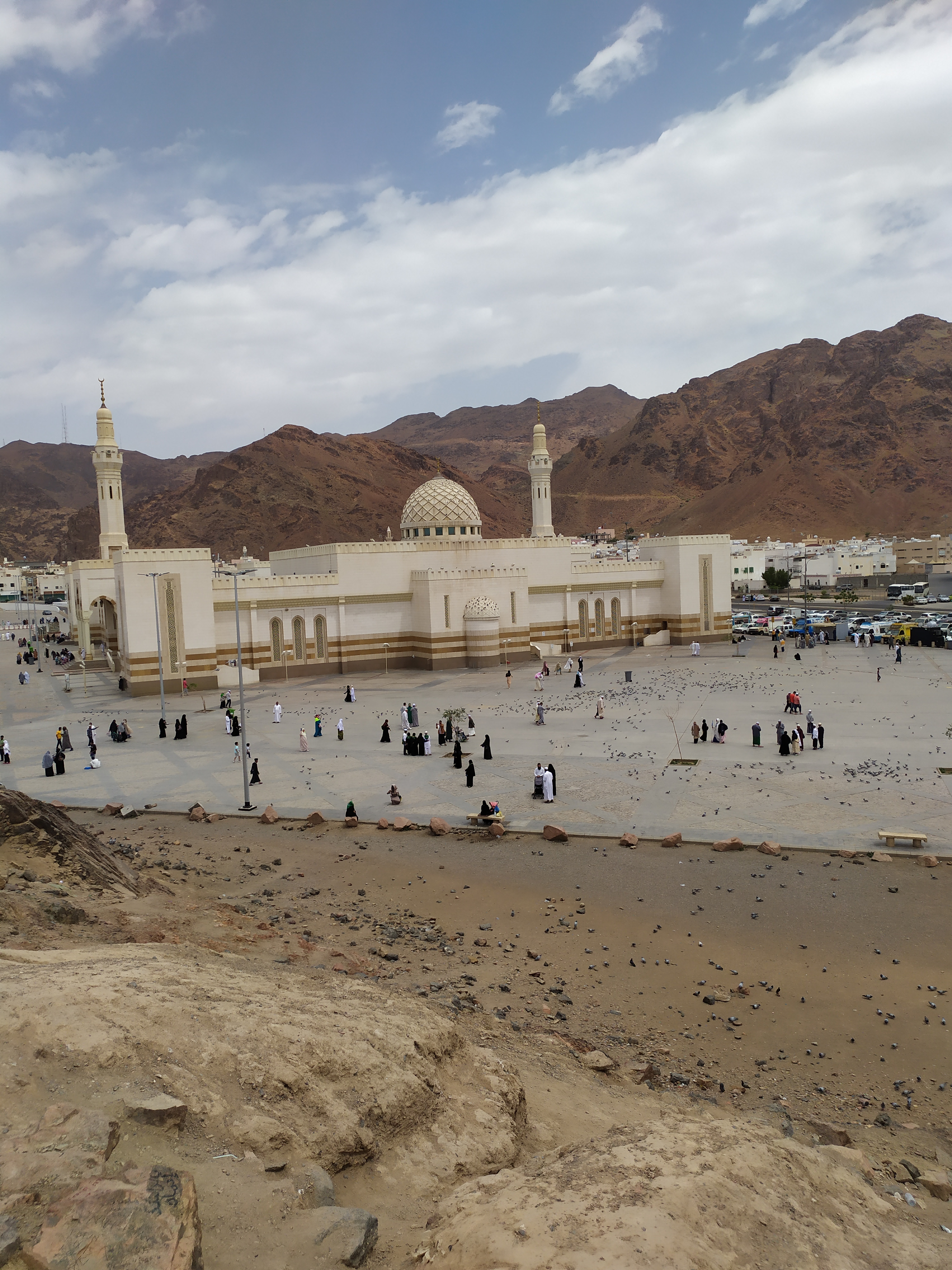
مسجد شهداء معركة أحد في المدينة المنورة

مقبرة شهداء أحد أحد أهم المعالم الإسلامية في المدينة المنورة، تقع شمال المسجد النبوي على بعد 5 كم. سميت بهذا الاسم لأنها تضم أجساد سبعين من الصحابة الكرام الذين استشهدوا في غزوة أحد ومنهم عم النبي حمزة بن عبد المطلب الملقب بأسد الله، وقد سمي بهذا الاسم لشجاعته، تقع المقبرة عند قاعدة جبل أحد حيث قام المسلمون بدفن شهدائهم السبعين بعد انتهاء المعركة، فيهم أسد الله حمزة بن عبد المطلب ومصعب بن عمير رضي الله عنهما. ولهذا الجبل مكانة متميزة في نفوس المسلمين، جاءت في فضله الأحاديث العظيمة ويكفي فيه قوله «أحد جبل يحبنا ونحبه». تضم المقبرة أيضًا قبرا الصحابيان عبد الله بن جحش وحنظلة بن أبي عامر.